# منى غانم المري

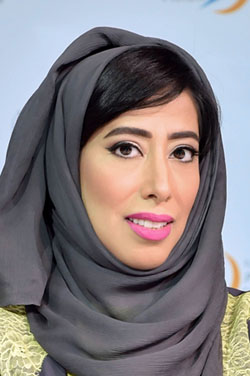

منى غانم المري هي إعلامية إماراتية ومسؤول إعلامي حكومي في دولة الإمارات العربية المتحدة. تترأس نادي دبي للصحافة منذ تأسيسه عام 1999، وقد أسست مهنة في مجال الاتصالات الاستراتيجية للإعلام والإدارة والعلاقات العامة بالإضافة إلى دورها الرئيسي في مجال تمكين المرأة في المجتمع الخليجي.
في عام 2012 ، تم تعيينها مدير عام المكتب الإعلامي لحكومة دبي، علاوة على ذلك، تدير منى المري مكتب العلاقات والتنسيق بين حكومة دبي ووسائل إعلام محلية ودولية. ، واختارتها مجلة (فوربس الشرق الأوسط) عام 2013 ضمن قائمة أكثر 30 شخصية نسائية مؤثرة في القطاع الحكومي في الشرق الأوسط، كما كرمها منتدى الصحافة الإلكترونية في القاهرة بجائزة أفضل شخصية إعلامية في 2014.

## السيرة

### بداياتها
في عام 1996، بدأت حياتها المهنية كمنسقة للإعلام والعلاقات العامة مع الفريق المؤسس لمهرجان دبي للتسوق، وهو حدث سنوي أنشأته دبي كمنطقة جذب سياحي للتسوق. في عام 1998، تولت مفاجآت صيف دبي، واحدة من المبادرات الرئيسية في دبي التي ساهمت في جذب السياح والزوار للمدينة خلال أشهر الصيف.

### منتدى الإعلام الإماراتي
في عام 2013، أطلقت منى المري منتدى الإعلام الإماراتي للتركيز على الإعلام المحلي في دولة الإمارات العربية المتحدة وتشكل منصة للحوار، على غرار منتدى الإعلام العربي. من خلال التركيز على وسائل إعلام محلية، يوفر المنتدى مساحة لاكتشاف المواهب الشابة ومساعدتهم على بدء وظائف في مجال الإعلام.

### جائزة الصحافة العربية
أشرفت منى على "جائزة الصحافة العربية" التي يقدمها نادي دبي للصحافة، وهي إحدى مبادرات مؤسسة محمد بن راشد العالمية، وهي تقول عن ذلك: "مازلت أذكر اللحظة التي وجه فيها صاحب السمو الشيخ محمد بن راشد آل مكتوم، نائب رئيس الدولة رئيس مجلس الوزراء حاكم دبي، رعاه الله، بإطلاق جائزة الصحافة العربية، تزامنا مع تأسيس نادي دبي للصحافة، والذي تشرف بمهمة الأمانة العامة للجائزة ووضع النظم الكفيلة بضمان نزاهتها وموضوعيتها وشموليتها العربية. فوضع النادي نصب عينيه أهداف الجائزة المتطلعة إلى المساهمة في تقدم الصحافة العربية، وتطوير مسيرتها وتشجيع الصحافيين العرب على الإبداع والتجويد، وتعزيز الدور البناء الذي تلعبه الصحافة في خدمة قضايا المجتمع، والتعريف بإسهام الصحافيين في إيصال الصوت العربي إلى العالم" 

## المناصب والعضويات
تولت منى العديد من المناصب في الإعلام، منها:
- المديرة العامة للمكتب الإعلامي لحكومة دبي.
- نائبة رئيسة مجلس الإمارات للتوازن بين الجنسين.
- رئيسة نادي دبي للصحافة.
- الأمينة العامة لجائزة الصحافة العربية.
- رئيسة اللجنة التنظيميّة لمنتدى الإعلام العربي.
- رئيسة اللجنة التنظيمية لقمة رواد التواصل الاجتماعي العرب.
- عضوة برنامج "خبراء الإمارات" الذي أطلقه الشيخ محمد بن زايد آل نهيان، في يناير 2019.
- رئيسة مجلس دبي لمستقبل الإعلام الذي أطلقه الشيخ حمدان بن محمد بن راشد آل مكتوم، عام 2019.

كما تعد عضوًا في كل مما يلي:
- مجالس إدارة مؤسسة القيادات العربيّة الشابة.
- المجلس الوطني للإعلام.
- مؤسسة دبي للإعلام.
- أول مجلس إدارة لمدينة دبي للإعلام عند تأسيسها في 2001.
- في برنامج خبراء الإمارات، الذي أطلقه رئيس الدولة.

## تمكين المرأة
تعتبر منى المري من الشخصيات المؤثرة في دولة الإمارات العربية المتحدة كقائدة نسائية، على غرار مساهماتها في مجالات تمكين المرأة والمساواة بين الجنسين والتي يتم الاعتراف بها على المستوى المحلي والإقليمي. ساعدت من خلال مواقفها في تحويل دور المرأة في دولة الإمارات العربية المتحدة من خلال تطبيق رؤية القيادة على أرض الواقع من خلال العديد من المبادرات والمشاريع التي تهدف إلى تحسين مشاركة المرأة الإماراتية في المجتمع والأنشطة الإقتصادية المختلفة.

## وصلات خارجية
منى المري على تويتر.